# Эспиноса, Сесар
Се́сар Эспино́са (исп. César Espinoza; 28 сентября 1900, Винья-дель-Мар, Чили — 31 октября 1956) — чилийский футболист, вратарь, запасной голкипер сборной на чемпионате мира 1930 года.

## Биография
Сесар Эспиноса выступал за клуб «Сантьяго Уондерерс». В 1930 году он вошёл в состав команды, которая приняла участие в первом чемпионате мира, проходившем в Уругвае. Эспиноса на турнире не сыграл, поскольку основным голкипером сборной являлся его коллега Роберто Кортес, защищавший ворота во всех матчах. Больше в сборную Сесар Эспиноса не привлекался.